# Гомбоев, Дампил Гомбоевич
Панди́то Хамбо́-ла́ма X Дампи́л Гомбо́ев (1831—1896) (Дампи́л Гомбо́евич Гомбо́ев, также Лубсан-Дампил Гомбоев) — бурятский религиозный деятель, глава буддистов Восточной Сибири в 1876—1896 годах.
Член Императорского Русского географического общества, поддерживавший деятельность Иркутского отделения ИРГО дарением буддийских предметов и спонсорством изданий. Деятель бурятского просвещения, фольклорист, издатель «Сказаний бурят, записанных разными собирателями». Благотворитель в пользу раненных и больных воинов, попечитель Читинского детского приюта.

## Биография
Старший из трёх сыновей известного селенгинского созерцателя Гомбо из рода хатагин. Родился в местности Цайдам на южном берегу Гусиного озера близ современного улуса Цайдам Селенгинского района Бурятии.
В 1838 году семи лет от роду был отдан родителями в банди Тамчинского дацана. Некоторое время учился в русской школе города Селенгинска. 25 ноября 1850 года получил звание гэцула, 28 февраля 1854 года — гелонга.
28 февраля 1873 года утверждён настоятелем (ширээтэ) Тамчинского дацана. 13 марта 1876 года избран Пандито Хамбо-ламой.
Кроме совершенного знания монгольской и тибетской литературы Гомбоеву был знаком палийский язык. Обладая широким кругозором, он был знаком с книгой Г. Ольденберга «Будда, его учение и община», Библией и трудами Л. Н. Толстого.
В Тамчинском дацане преподавал тибетское богословие и буддийскую философию.
Поддерживал дружеские отношения с ссыльными декабристами Николаем и Михаилом Бестужевыми, бурятским учёным Доржи Банзаровым и высшим иерархом православной церкви Восточной Сибири архиепископом иркутским Вениамином, который питал к нему большое уважение. Заметки о нём оставили учёные-современники — И. И. Попов, В. В. Птицын, Н. М. Ядринцев.
Был членом Восточно-Сибирского Отдела Императорского Русского Географического Общества. В 1888 году подарил отделу коллекцию предметов буддийского культа, одежды, сосудов. Подарил Санкт-Петербургскому университету коллекцию тибетских книг, за что получил от университета диплом.
Пожертововал значительную сумму денег на открытие в Чите женской гимназии и мужского среднего учебного заведения.
Умер на горе Бурин-Хан в местности Иро близ нынешнего улуса Ташир Селенгинского района.

## Память
Близ улуса Цайдам Селенгинского района Бурятии в 2007 году возведена ступа-субурган, посвящённая 10-му Пандито Хамбо-ламе Дампилу Гомбоеву.